# هشتغرد الجديد
هشتغرد الجديد (بالفارسية: شهر جدید هشتگرد) هي مدينة تقع في إيران في قسم. يقدر عدد سكانها بـ 15,619 نسمة .